# Hrvatski vaterpolski kup 2018.
Kup Hrvatske u vaterpolu za sezonu 2018./19. je bilo 27. izdanje natjecanja. Igrano je u prosincu 2018. godine, a osvojio ga je četvrti put zaredom "Jug Croatia osiguranje" iz Dubrovnika.

## Sustav natjecanja
Natjecanje je igrano u dva dijela - kvalifikacijama i završnom turniru, a sudjelovalo je 10 klubova. U kvalifikcijama su bile formirane dvije skupine po pet klubova, a prve dvije momčadi iz svake skupine su se plasirale na završni turnir.

## Sudionici
- Galeb Makarska rivijera - Makarska
- Jadran - Split
- Jug Croatia osiguranje - Dubrovnik
- Medveščak - Zagreb
- HAVK Mladost - Zagreb
- Mornar Brodospas - Split
- OVK POŠK - Split
- Primorje Erste banka - Rijeka
- Solaris - Šibenik
- Zadar 1952 - Zadar

## Rezultati i ljestvice

### Kvalifikacije
Igrano od 7. do 9. prosinca 2018. 

#### Skupina A
Igrano u Splitu. 
Ljestvica
| mj | klub      | ut | pob | ner | por | gol+ | gol- | bod |                |
| -- | --------- | -- | --- | --- | --- | ---- | ---- | --- | -------------- |
| 1. | Jadran    | 4  | 4   | 0   | 0   | 56   | 13   | 12  | završni turnir |
| 2. | Mornar BS | 4  | 3   | 0   | 1   | 37   | 36   | 9   | završni turnir |
| 3. | OVK POŠK  | 4  | 2   | 0   | 2   | 36   | 37   | 6   |                |
| 4. | Solaris   | 4  | 1   | 0   | 3   | 33   | 40   | 3   |                |
| 5. | Galeb MR  | 4  | 0   | 0   | 4   | 22   | 58   | 0   |                |

Rezultati
| 7. prosinca 2018.    | 7. prosinca 2018. |
| -------------------- | ----------------- |
| OVK POŠK - Mornar BS | 8:11              |
| Galeb MR - Solaris   | 3:12              |
| Jadran - Solaris     | 15:5              |
| Mornar BS - Galeb MR | 12:9              |
|                      |                   |

| 8. prosinca 2018.   | 8. prosinca 2018. |
| ------------------- | ----------------- |
| OVK POŠK - Galeb MR | 14:8              |
| Jadran - Mornar BS  | 10:1              |
| Solaris - Mornar BS | 9:13              |
| OVK POŠK - Jadran   | 5:11              |
|                     |                   |

| 9. prosinca 2018.  | 9. prosinca 2018. |
| ------------------ | ----------------- |
| Galeb MR - Jadran  | 2:20              |
| Solaris - OVK POŠK | 7:9               |
|                    |                   |

#### Skupina B
Igrano u Zagrebu. 
Ljestvica
| mj | klub        | ut | pob | ner | por | gol+ | gol- | bod |                |
| -- | ----------- | -- | --- | --- | --- | ---- | ---- | --- | -------------- |
| 1. | Jug CO      | 4  | 4   | 0   | 0   | 56   | 22   | 12  | završni turnir |
| 2. | Mladost     | 4  | 3   | 0   | 1   | 52   | 28   | 9   | završni turnir |
| 3. | Primorje EB | 4  | 2   | 0   | 2   | 34   | 40   | 6   |                |
| 4. | Zadar 1952  | 4  | 1   | 0   | 3   | 27   | 51   | 3   |                |
| 5. | Medveščak   | 4  | 0   | 0   | 4   | 24   | 52   | 0   |                |

Rezultati
| 7. prosinca 2018.     | 7. prosinca 2018. |
| --------------------- | ----------------- |
| Mladost - Primorje EB | 14:8              |
| Medveščak - Jug CO    | 4:15              |
| Zadar 1952 - Mladost  | 6:13              |
| Jug CO - Primorje EB  | 11:6              |
|                       |                   |

| 8. prosinca 2018.       | 8. prosinca 2018. |
| ----------------------- | ----------------- |
| Zadar 1952 - Jug CO     | 3:20              |
| Medveščak - Primorje EB | 7:11              |
| Mladost - Jug CO        | 9:10              |
| Medveščak - Zadar 1952  | 9:10              |
|                         |                   |

| 9. prosinca 2018.        | 9. prosinca 2018. |
| ------------------------ | ----------------- |
| Primorje EB - Zadar 1952 | 9:8               |
| Mladost - Medveščak      | 16:4              |
|                          |                   |

### Završni turnir
Igrano u Dubrovniku, 22. i 23. prosinca 2018.

| klub1         | rez.                          | klub2         |                                             |
| poluzavršnica | poluzavršnica                 | poluzavršnica | poluzavršnica                               |
| ------------- | ----------------------------- | ------------- | ------------------------------------------- |
| Jug CO        | 20:5                          | Mornar BS     |                                             |
| Jadran        | 11:11 (5:6 5m) (16:17 ukupno) | Mladost       | "Mladost" prošla boljim izvođenjem peteraca |
|               |                               |               |                                             |
| završnica     |                               |               |                                             |
| Mladost       | 7:8                           | Jug CO        |                                             |

## Unutrašnje poveznice
- Kup Hrvatske u vaterpolu
- Prvenstvo Hrvatske 2019.
- 1. B HVL 2019.

## Vanjske poveznice
- hvs.hr